# 권태전
권태전(權泰銓, 1887년 ~ ?)는 대한제국의 관료이며 일제강점기의 법조인이다.

## 생애
본관은 안동이다. 1904년에 한성부에 있던 관립한성일어학교에 입학하여 2년 뒤인 1906년에 졸업하였다.
학교 졸업 후 처음에는 모교의 후신인 관립한성외국어학교와 휘문의숙에서 교사로 근무하다가, 1906년 말부터 평리원에서 주사로 근무하면서 사법 분야에 종사하기 시작했다. 한일 병합 조약 체결 후 조선총독부 소속 판사로 임용되어 1910년 경성지방법원 판사가 되었다.
이후 경성지방법원 수원지청 판사, 경성지방법원 예심괘와 해주지방법원 검사 등을 지냈다. 해주지방법원 검사를 마지막으로 1918년 관직에서 물러난 뒤 변호사를 개업하였다. 변호사로 일하던 1929년에는 경성부에서 집을 팔고 계약금을 받은 뒤 의무를 이행하지 않았다는 이유로 고소를 당한 일이 있다.
1918년을 기준으로 정7위에 서위되어 있었다.
2008년 민족문제연구소가 발표한 민족문제연구소의 친일인명사전 수록예정자 명단 중 사법 부문에 포함되었다.

## 참고자료
- 권태전(權泰銓) - 국사편찬위원회
- 권태전(權泰銓) - 국사편찬위원회